# Garda Síochána
Pour les articles homonymes, voir Garda et gardien de la paix.

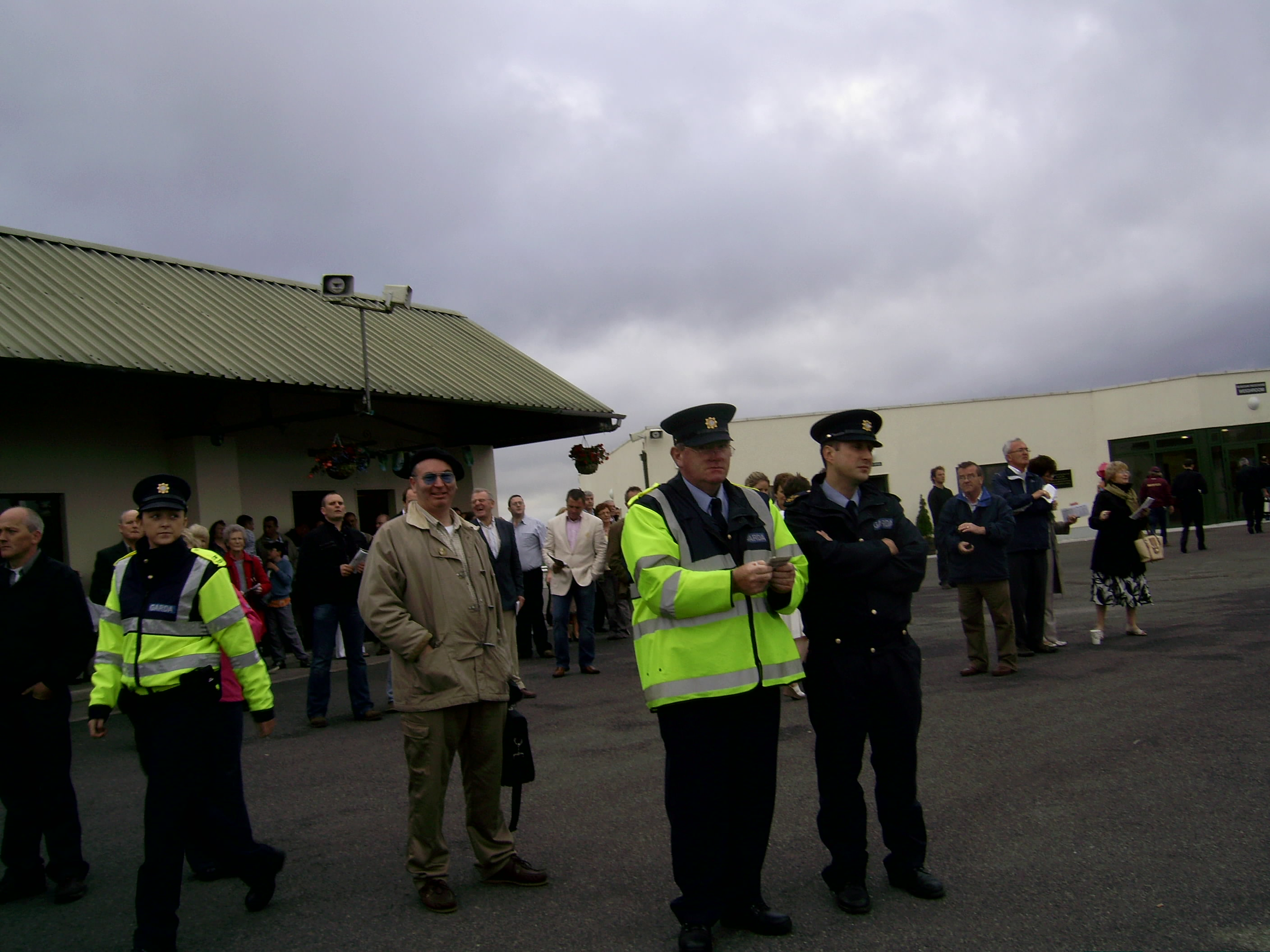
An Garda Síochána en activité,
aux courses des chevaux à Kilbeggan

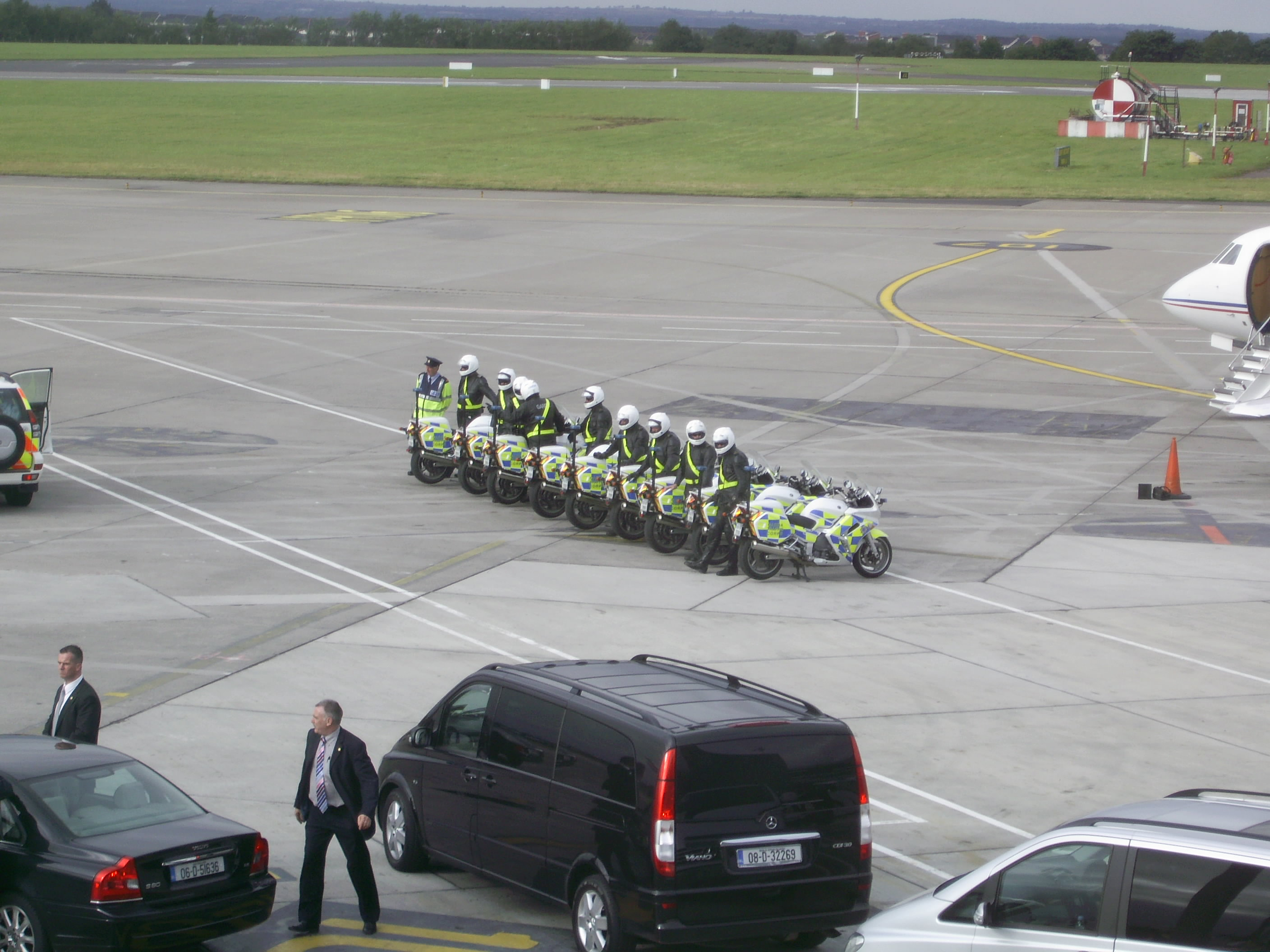
An Garda en activité, départ du président français Sarkozy à l'aéroport de Dublin, juillet 2008.

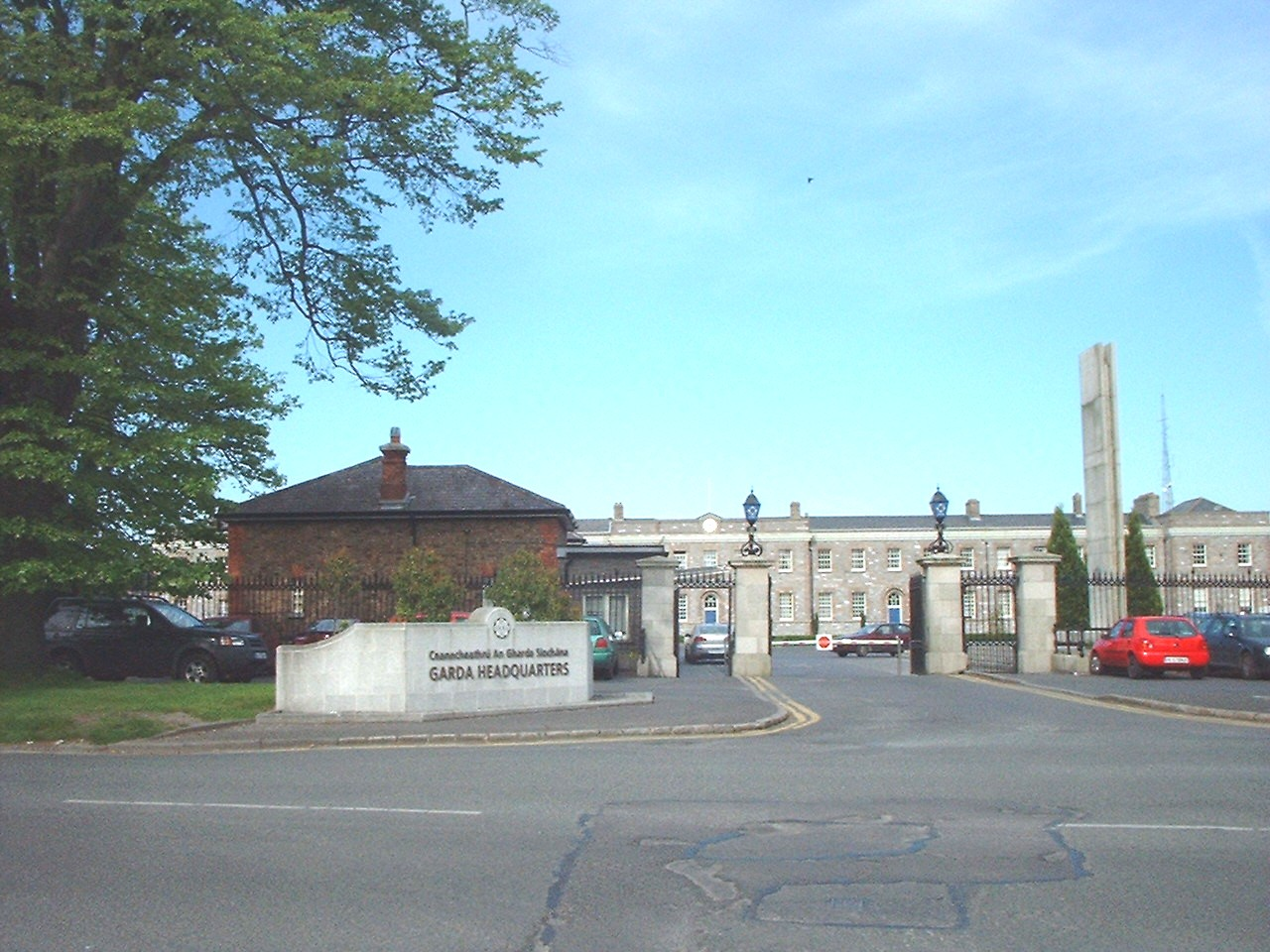
Le QG de la Garda Síochána
à Phoenix Park, Dublin.

Garda Síochána na hÉireann (prononcé en irlandais : /ˈgaːrdə ʃiːˈxaːnə nə ˈheːɾʲən/, signifiant : « Gardiens de la paix d'Irlande ») est la force de police nationale de l'Irlande. Les forces sont commandées par le commissaire de la Garda, désigné par le gouvernement irlandais. Son QG se situe à Phoenix Park dans la capitale du pays, Dublin.

## Fondements
L'ancien nom anglophone de la force est Civic Guard (Garde civique). Il n'est plus utilisé. Dans l'anglais parlé en Irlande, les forces sont connues (de l'expression la plus à la moins formelle), en tant que An Garda Síochána (An prononcé /ən/); the Garda Síochána; the Garda (dans les noms précédents, garda est un nom collectif, comme « police ») ; the Gardaí (/gaːrdiː/, pluriel), ou the guards. Police est utilisé rarement et policeman (policier) très rarement. Les termes de cops (flics), entre autres, sont aussi courants qu'ailleurs dans le monde anglophone.
Un policier individuel est appelé garda (gardaí au pluriel), ou, plus informellement, un guard. Un commissariat est appelé un Garda station. Garda est aussi le grade le plus bas de la force, aussi utilisé en tant que titre (par exemple, Garda John Murphy). Guard est le terme le plus utilisé par le public en parlant à un garda en service. Une femme garda s'appelait autrefois officiellement bangharda (/banɣaːrdə/, pluriel banghardaí). Ce terme fut aboli en 1990, mais est encore utilisé familièrement à la place de garda, qui ne fait pas de distinction de sexe.
Dans la lignée du changement de nom de la police d'Irlande du Nord (qui est passée de Royal Ulster Constabulary à Police Service of Northern Ireland), l'unioniste Lord Laird a proposé de changer le nom de la force à An Garda Síochána/Hannin Polis (l'ajout serait le nom de la force en scots d'Ulster).

## Histoire

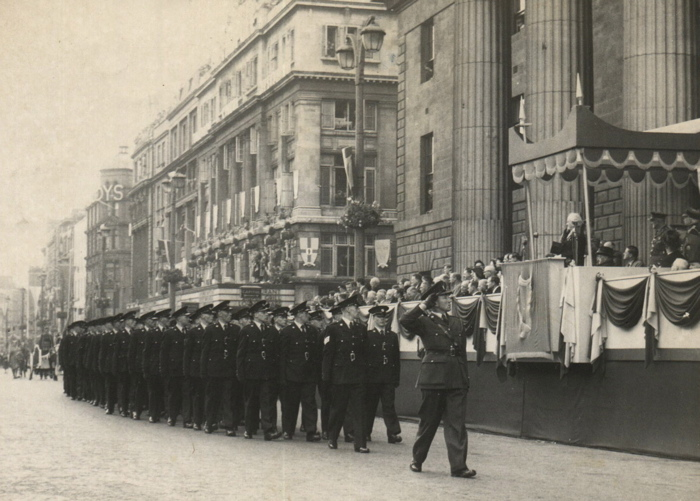
An Tóstal 1954, Dublin

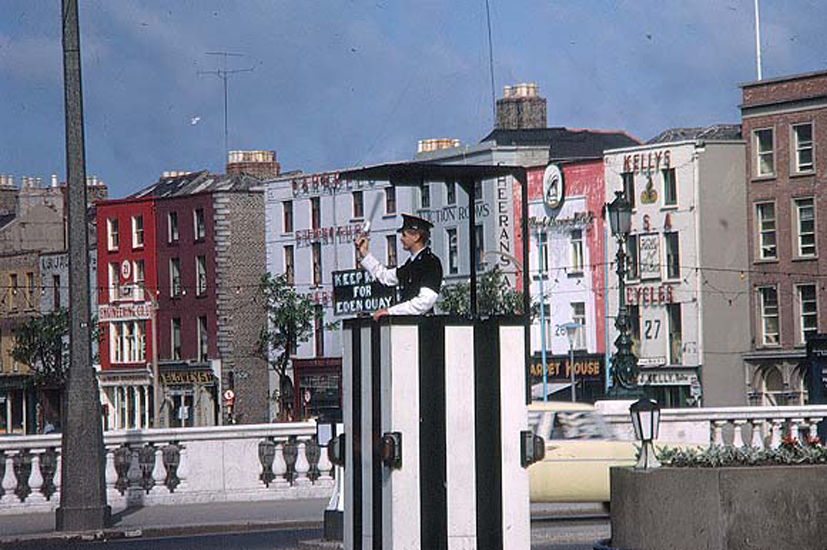
Garda dirigeant la circulation à Dublin, années 1960.

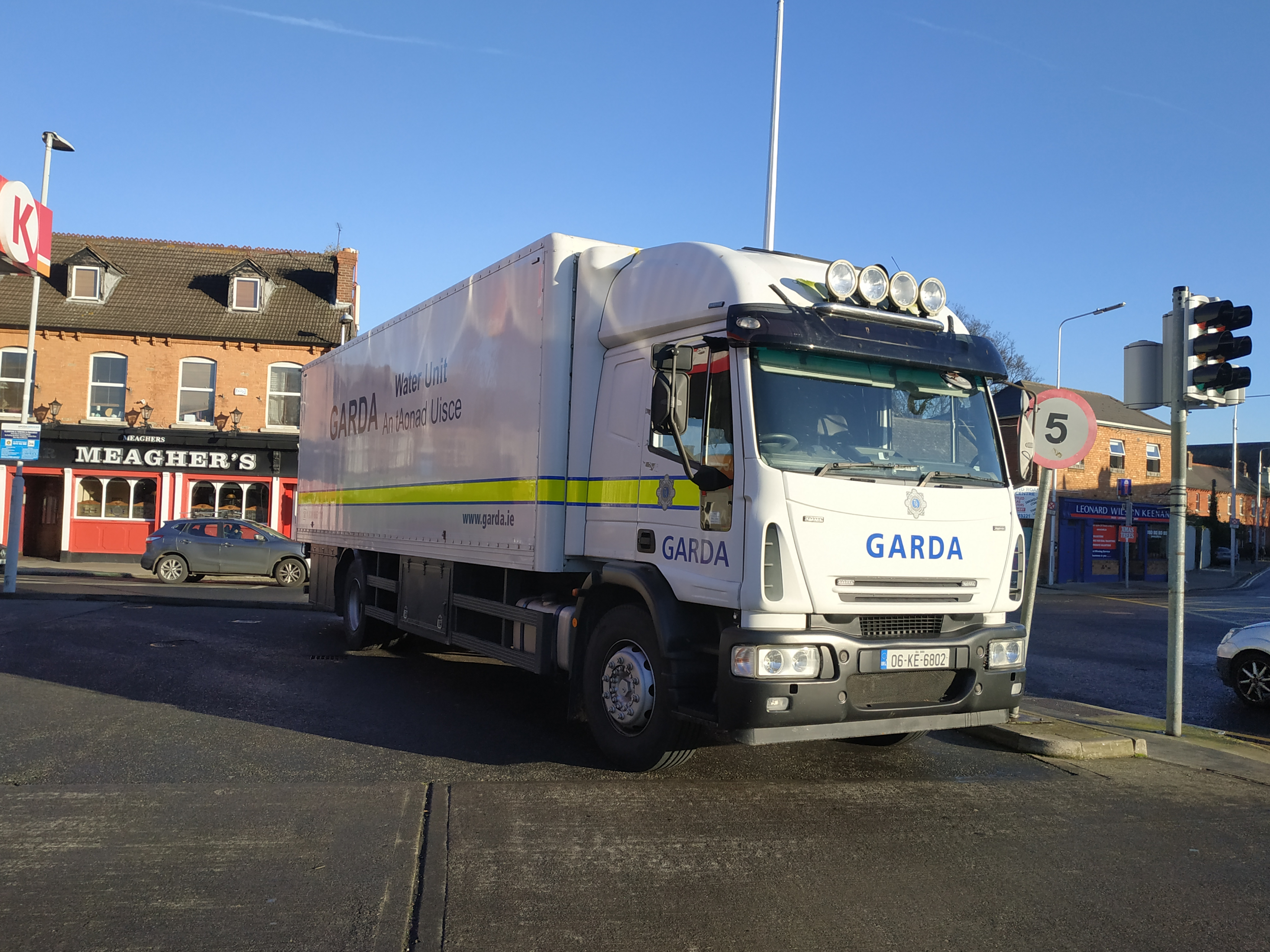
Camion "Water Unit" réservé à certains types de missions.

Le Civic Guard fut formé par le gouvernement provisoire d'Irlande du sud en février 1922 pour s'occuper de l'ordre public du jeune État libre d'Irlande. Il remplaça le Royal Irish Constabulary et le Irish Republican Police. Il accompagna Michael Collins lors de sa rencontre avec le Lord lieutenant d'Irlande au château de Dublin.
L'acte Garda Síochána (Garda Síochána Act, aussi connue sous le nom de Temporary Provisions Act), en vigueur lors de la création de l'État libre d'Irlande le 8 août 1923, déclara la création de "une force de police qui sera appelée et connue sous le nom de The Garda Síochána". La section 22 parle de la création du Civic Guard par l'acte lui-même ; l'acte renomma donc la force déjà existante.
À Dublin, la sécurité publique était de la responsabilité de la Dublin Metropolitan Police (force créée en 1836), jusqu'en 1925, quand elle fut fondue avec la Garda Síochána. Depuis lors, le Garda est la seule force policière de la république d'Irlande, avec l'exception de la police militaire des Irish Defence Forces.

### Allégations faites contre laGarda Síochána
L'image publique de la Garda Síochána est généralement positive, surtout comparée à celle de la Royal Ulster Constabulary. Toutefois, plusieurs affaires l'ont un peu sapée.
Comme beaucoup de forces de police, il y a eu beaucoup d'allégations de harcèlement, confiscation de la propriété privée pour une éventuelle utilisation personnelle, des méthodes d'interrogatoire agressives, parjure, etc. Quoique la plupart n'ont pas été prouvées, beaucoup de règlements à l'amiable, trouvés hors-procès, ont favorisé les plaignants. En 2005, 1 173 plaintes ont été déposées par le public contre les gardaí.

#### Attaque du train postal Cork-Dublin
L'une des premières allégations de mauvaise conduite résulta de l'enquête faisant suite à l'attaque du train postal Cork-Dublin, qui se déroula près de la ville de Sallins en mars 1976. Le procès conduisit à une grave erreur judiciaire et à des accusations de l'existence d'un gang à l'intérieur même de la Garda Síochána qui aurait intimidé et torturé les accusés. Cela mena finalement à une grâce présidentielle pour l'un des accusés.

#### Kerry Babies
Il y eut plusieurs scandales de plus petite envergure pendant la décennie suivante, dont le Kerry Babies Tribunal, procès pour le meurtre d'un nouveau-né en 1984.

#### LeFerns Report
Le Ferns Report, enquête officielle du gouvernement irlandais établi en 2005 en réponse aux allégations d'abus sexuel sur mineurs de la part de plusieurs prêtres catholiques du diocèse de Ferns, déclara que l'une des huit plaintes officielles faites auprès des gardaí de Wexford avait été traitée d'une manière "totalement inepte", mais considère que le reste avaient été traitées d'une manière professionnelle.

#### Frank McBrearty et leMorris Tribunal
An Garda Síochána a vu une série d'allégations sérieuses dans les années 1990 et le début des années 2000, dont celles qui l'accusent d'être corrompue et malhonnête dans le comté de Donegal, qui résulteront en une enquête judiciaire, le Morris Tribunal. Il déclara que certains gardaí avaient inventé un délateur de l'IRA Provisoire, fabriqué des bombes qu'ils prétendaient ensuite avoir découvert. Ils ont essayé de monter un coup contre le barman Frank McBrearty pour meurtre (le procès du cas McBrearty se termina récemment en sa faveur avec un règlement de 1,5 million d'euros).
En mai 2006 le Morris Tribunal déclara dans un rapport au département de justice irlandais être très consterné par l’« insubordination organisée » dans la force et que « la discipline n'existe plus dans An Garda Síochána ». Il suggéra que plusieurs « faiseurs d'histoire » ont abusé de leur position dans le Garda et utilisé le procès disciplinaire pour nuire à la force.
Le Morris Tribunal s'inquiéta aussi du futur des nouvelles recrues dans une culture mal disciplinée, qui peut à la longue nuire à leur talent si rien ne change.

#### Eddie Fullerton
La famille d'Eddie Fullerton, un édile Sinn Féin de Buncrana qui fut tué dans sa propre maison par des membres de l'unioniste Ulster Defence Association en 1991, ont critiqué le traitement du cas par les gardaí. En 2005 ils commencèrent une campagne pour l'établissement d'une enquête.

#### Fusillade à Abbeylara
Voir les articles principaux : John Carthy et Barr Tribunal
Le 20 avril 2000, des membres de l'Emergency Response Unit de la Garda Síochána ont tué le jeune John Carthy à coups de feu dans le dos à la fin d'un long siège devant sa maison à Toneymore, Abbeylara, dans le comté de Longford. Le Barr Tribunal détermina que plusieurs fautes graves furent commises par les officiers impliqués dans la mort de Carthy.

#### Prime Time 2004
En 2004, l'émission Prime Time de la chaîne RTÉ diffusa un documentaire qui accusait certains éléments de la Garda Síochána d'abuser de leurs pouvoirs en frappant des personnes arrêtées. Un juge en retraite, W.A. Murphy, laissa entendre que certains membres de cette force avaient commis le parjure dans des procès criminels qu'il avait présidé, mais plus tard il dira qu'il avait été mal cité. Le ministre Dick Roche accusa des gardaí de torture. Le Commissaire de la Garda dira que l'émission n'était pas neutre.

#### Reclaim the Streets2002
Le documentaire de Prime Time fut présenté peu après la diffusion (de la part de l'Independent Media Centre Ireland) d'une vidéo montrant des batailles entre des gardaí et des manifestants de Reclaim the Streets. L'un des garda dans la vidéo fut condamné pour coups et blessures, et plusieurs autres furent acquittés de toutes les accusations.

#### Collusion avec l'IRA Provisoire
À la suite d'une recommandation du Cory Collusion Inquiry, le Smithwick Tribunal a enquêté sur des allégations de collusion à la suite du meurtre par l'IRA Provisoire de deux officiers du Royal Ulster Constabulary alors qu'ils rentraient d'une rencontre avec des gardaí en république d'Irlande.

#### Point de vue des gays et lesbiennes
Un rapport publié en juillet 2006 par Johnny, une organisation pour les droits des homosexuels, trouva que 86 % de ceux qui fréquentent des établissements gays et lesbiens trouvent que les gardaí ne font pas assez pour combattre le crime homophobe en Irlande. Quatre-vingt-dix pour cent des personnes sondées qui disent avoir subi une attaque homophobe ne l'ont pas rapportée aux gardaí. Les principales raisons données furent : la peur d'une réponse homophobe, l'idée  que les gardaí n'agiraient pas, la difficulté de parler avec les gardaí par peur d'être jugés sur leur sexualité, le fait que des comptes-rendus précédents n'avaient pas été investigués ou pas pris au sérieux, et l'impression générale que les gardaí ne seraient pas sensibles aux droits des membres de la communauté LGBT. Trente-six pour cent des victimes n'ont pas parlé à la Garda Síochána à cause d'une confiance nulle en la force, et 30 % ne savaient pas qu'il existait des estafettes gays et lesbiennes. Le rapport conclut que tous les gardaí devraient suivre des cours obligatoires contre l'homophobie et le sexisme.

#### Transport Section(section transport)
Le 11 février 2001, un journal publia des allégations contre la section transports de An Garda Síochána. Des membres privilégiés de la force qui s'occupent des achats de pneumatiques auraient pris des vacances à l'étranger, payés par la compagnie de pneus Advance Pitstop.

## Organisation

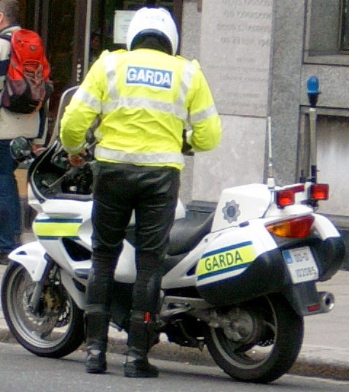
Un garda et sa moto.

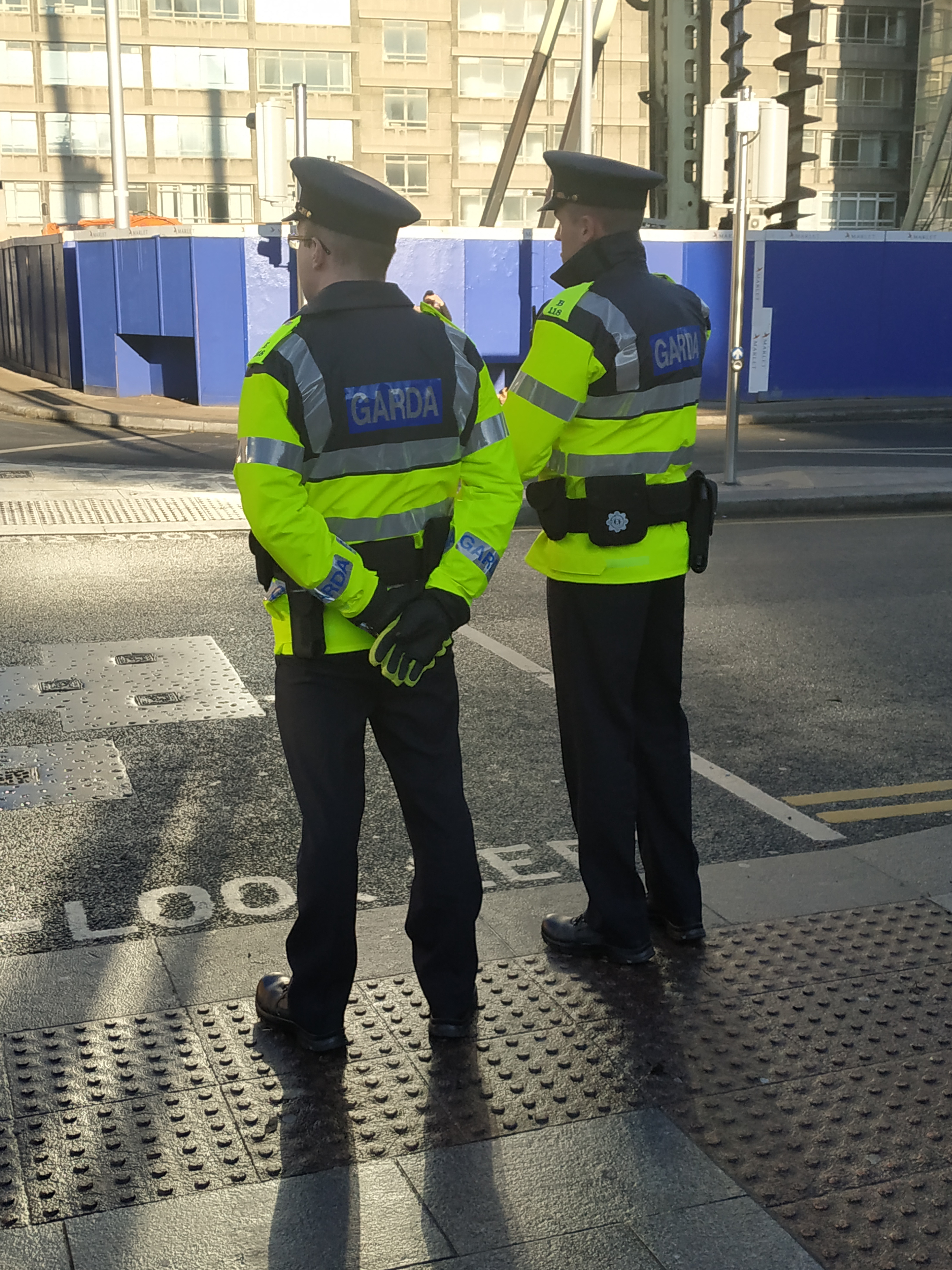
Officiers de la Garda en 2019

La Garda Síochána est dirigée par le commissaire, qui a deux subalternes immédiats, les vice-commissaires de la Direction de stratégie et de ressources (Strategic and Resource Management) et d'Opérations (Operations). Le premier s'occupe principalement de l'organisation au niveau national et ne participe pas de manière directe à la lutte contre le crime, le reste tombant sous la direction du vice-commissaire d'Opérations. Il y a dix commissaires adjoints : six géographiquement répartis, et quatre assignés à divers rôles d'envergure nationale. Le directeur des finances est toujours civil et tient un poste d'importance similaire à celle des commissaires adjoints.
Les six commissaires adjoints répartis géographiquement s'occupent chacun d'une région du pays : la métropole de Dublin et les régions Est, Ouest, Nord, Sud et Sud-Est. Après les commissaires adjoints il y a environ vingt-cinq chefs-commissaires qui s'occupent de leurs divisions. Chaque division compte un certain nombre de districts, chacun dirigé par un commissaire, aidé d'inspecteurs. Chaque district a des subdistricts, le plus souvent sous la direction de sergents.
Typiquement, un subdistrict ne contient qu'un commissariat. Chacun a un nombre variable de gardaí assignés. La plupart d'entre eux ont le premier rang de la force, garda (appelé guard jusqu'en 1972 - l'équivalent d'un constable dans la police britannique). Les officiers les plus subalternes sont les étudiants, à qui on donne des fonctions différentes selon le progrès fait dans leur entraînement, et du travail administratif quand ils n'étudient pas à l'université.
La force compte aussi 1 000 employés de garde, tous civils, y inclus leur médecin en chef (Chief Medical Officer, CMO). Ces postes civils comprennent toute une gamme de professionnels, dont des employés administratifs, des agents comptables, des chauffeurs, des informaticiens, des photographes, des chercheurs et des enseignants.

### Commissaires
| Nom                | De        | Jusqu'en  | Raison                         |
| ------------------ | --------- | --------- | ------------------------------ |
| Michael Staines    | fév 1922  | sept 1922 | démissionna                    |
| Eoin O'Duffy       | sept 1922 | fév 1933  | démissionna                    |
| Éamon Broy         | fév 1933  | juin 1938 | retraité                       |
| Michael Kinnane    | juin 1938 | juil 1952 | mort                           |
| Daniel Costigan    | juil 1952 | fév 1965  | démissionna                    |
| William P Quinn    | fév 1965  | mars 1967 | retraité                       |
| Patrick Carroll    | mars 1967 | sept 1968 | retraité                       |
| Michael Wymes      | sept 1968 | jan 1973  | retraité                       |
| Patrick Malone     | jan 1973  | sept 1975 | retraité                       |
| Edmund Garvey      | sept 1975 | jan 1978  | remplacé renvoi injuste        |
| Patrick McLoughlin | jan 1978  | jan 1983  | retraité scandale d'espionnage |
| Lawrence Wren      | fév 1983  | nov 1987  | retraité                       |
| Éamonn Doherty     | nov 1987  | déc 1988  | retraité                       |
| Eugene Crowley     | déc 1988  | jan 1991  | retraité                       |
| Patrick Culligan   | jan 1991  | juil 1996 | retraité                       |
| Patrick Byrne      | juil 1996 | juil 2003 | retraité                       |
| Noel Conroy        | juil 2003 | nov 2007  | retraité                       |
| Fachtna Murphy     | nov 2007  | dec 2010  | retraité                       |
| Martin Callinan    | dec 2010  | mars 2014 | démissionna                    |
| Nóirín O'Sullivan  | mars 2014 | sept 2017 | retraité                       |
| Dónall Ó Cualáin   | sept 2017 | sept 2018 |                                |
| Drew Harris        | sept 2018 | Présent   | actuel                         |

Le premier commissaire, Michael Staines, pro-traité et membre de la Dáil Éireann, tint cette fonction pour seulement huit mois. Ce furent donc ses successeurs, Eoin O'Duffy et Éamon Broy, qui prirent une part majeure dans le développement de la force.
O'Duffy fut commissaire quand la viabilité d'une force policière non armée fut prouvée au grand étonnement général. Plus tard, il créa l'association quasi-fasciste Blueshirts avant de partir pour l'Espagne y lutter dans la Guerre civile espagnole, du côté des nationalistes de Francisco Franco.
Broy aida l'Armée républicaine irlandaise dans la Guerre d'indépendance irlandaise pendant qu'il travaillait dans le Dublin Metropolitan Police. Il devient célèbre lors de la sortie du film Michael Collins en 1996, où il est sous-entendu qu'il fut assassiné par les Britanniques dans la Guerre d'indépendance. En réalité, il vécut plusieurs décennies après la fin de la guerre et tiendra le poste de commissaire de la Garda Síochána de 1933 à 1938.
Beaucoup plus tard, en 1978, le commissaire Edmund Garvey fut remercié par le gouvernement Fianna Fáil de Jack Lynch, qui prétendit que le gouvernement n'avait plus confiance en lui. Il gagna un procès pour renvoi injuste. Son cas alla jusqu'à la Cour suprême, qui trouva les actions du gouvernement abusives. Le résultat du procès impulsa le passage de l'Acte Garda Síochána de 1979, qui valida rétrospectivement les actions du successeur de Garvey depuis qu'il accéda au poste de commissaire. Son successeur, Patrick McLoughlin, dut démissionner en 1983 pour sa participation périphérique dans un scandale politique.
Le commissaire actuel (depuis septembre 2018) est Drew Harris.

## Garda à l'étranger
An Garda Síochána collabore à la Force de maintien de la paix des Nations unies depuis 1989. Sa première mission concerna l'envoi de 50 gardaí en Namibie. Depuis lors, la force a été envoyée en Angola, au Cambodge, à Chypre, au Mozambique, en Afrique du Sud et en ex-Yougoslavie. La première perte en personnel fut celle du sergent Paul M. Reid, mortellement blessé le 18 mai 1995 alors qu'il travaillait au sein de la Forpronu à Sarajevo.
Des membres de An Garda Síochána travaillent aussi pour les ambassades de l'Irlande à Londres, La Haye, Madrid et Paris, ainsi qu'au siège d'Europol à La Haye et celui d'Interpol à Lyon. Beaucoup de gardaí travaillent directement pour des agences de l'ONU ou de l'UE, tels que la Cour pénale internationale.
Les gardaí collaborent aussi avec les membres du Police Service of Northern Ireland, combattant la criminalité des deux côtés de la frontière.
Ils accompagnent des hommes et femmes politiques de la république d'Irlande lors de leurs voyages internationaux.

### Centrale nucléaire de Sellafield
La Garda Síochána et le Radiological Protection Institute of Ireland (protection radionucléaire) peuvent visiter et examiner la centrale nucléaire de Sellafield (en Cumbria, Angleterre), après un accord passé avec le gouvernement britannique, selon la Convention des Nations unies sur le droit de la mer.

## Moyens

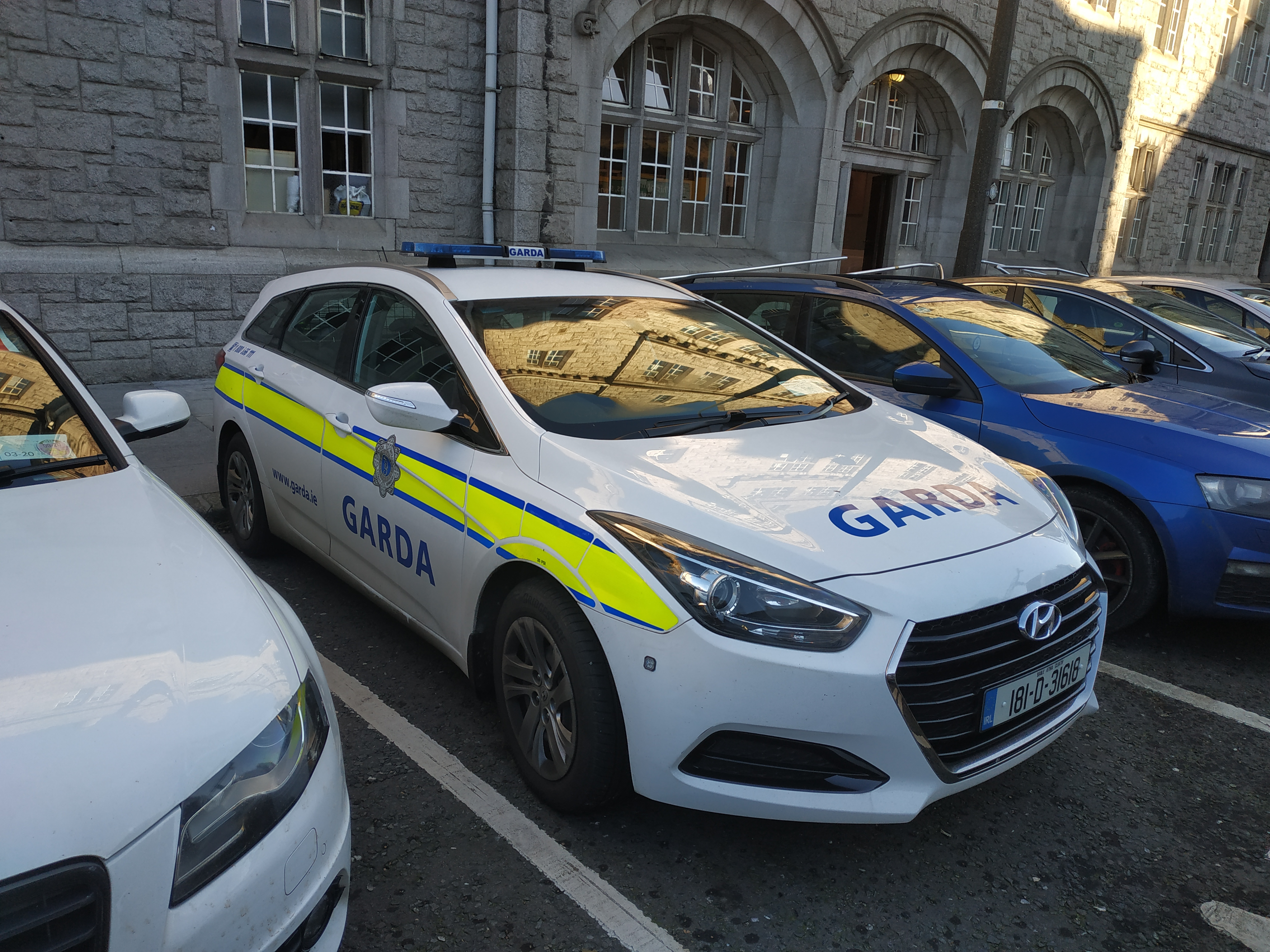
Une Hyundai de la Garda Síochána en 2019.

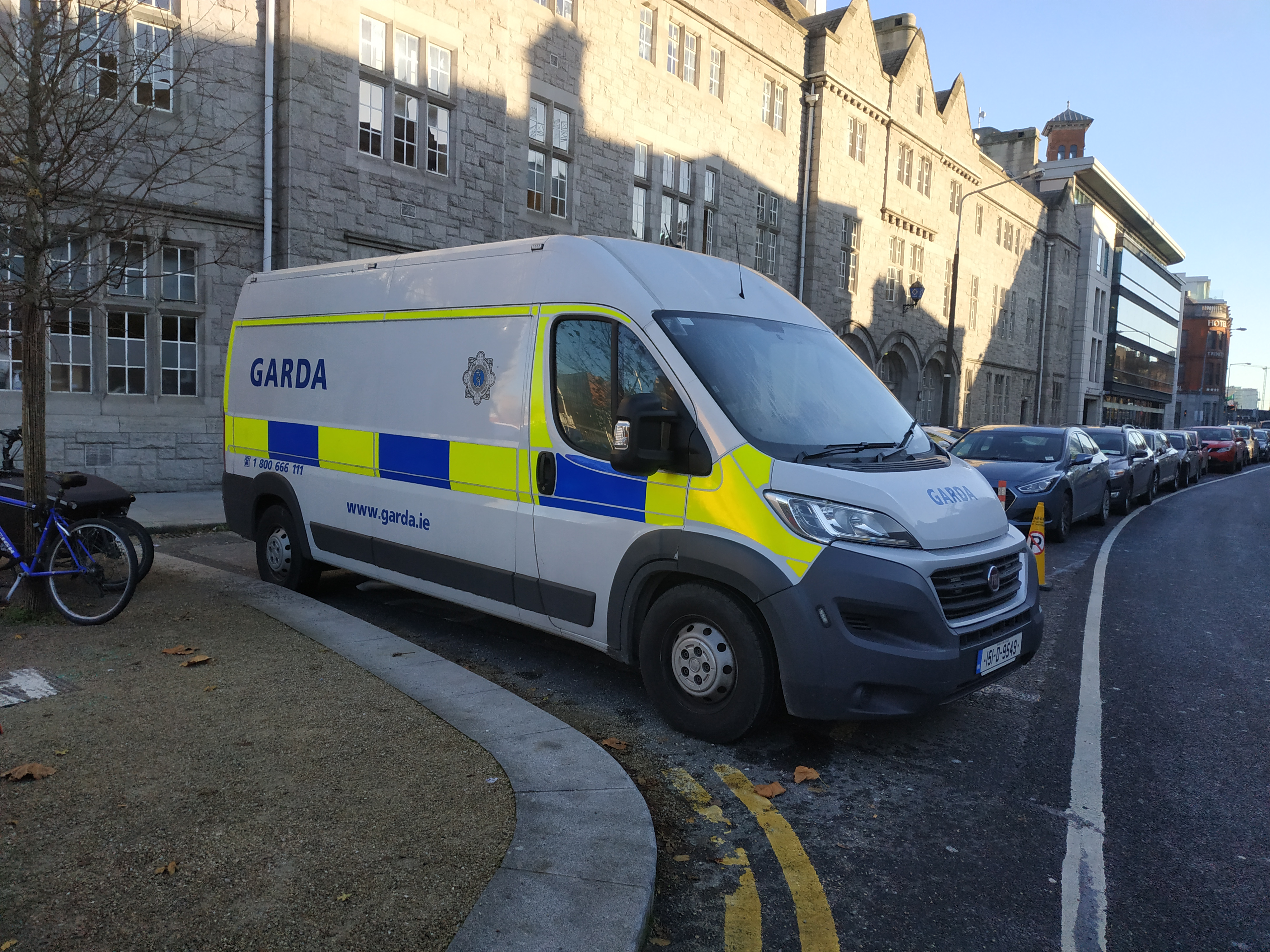
Camionnette Fiat de la Garda

### Véhicules
Les voitures utilisées sont blanches avec deux étroites bandes bleues de part et d'autre d'une large bande jaune fluo. L'insigne de la force y est apposée aussi. .

### Armement
Les membres de An Garda Síochána ne portent que rarement des armes à feu. Les gardaí ne sont armés que de matraques en bois.
À sa création, la Garda Síochána était armée, mais le Gouvernement provisoire de l'Irlande du sud changea subitement d'avis et créa la Garda Síochána comme étant une force non armée, contrastant avec le choix de la part du gouvernement britannique au château de Dublin de refuser les appels de la part de la Royal Irish Constabulary qui demandait sa démilitarisation. Michael Staines, le premier commissaire de la Garda Síochána, dit : "La Garda Síochána réussira, non par la force des armes ou du nombre, mais par leur autorité morale en tant que serviteurs du peuple." Selon Garvin, cela donna un avantage à la nouvelle force : "le tabou de tuer des hommes et des femmes non armés, qui ne pouvaient pas être raisonnablement vus comme des espions ou des délateurs.".
Selon un rapport gouvernemental récent, 3 000 des 12 000 membres de la Garda Síochána sont armés, nombre qui inclut le Emergency Response Unit, le Special Detective Unit et le Special Branch (lutte contre la criminalité ou le terrorisme), ainsi que la plupart des détectives (enquêteurs).

## Insignes de grade

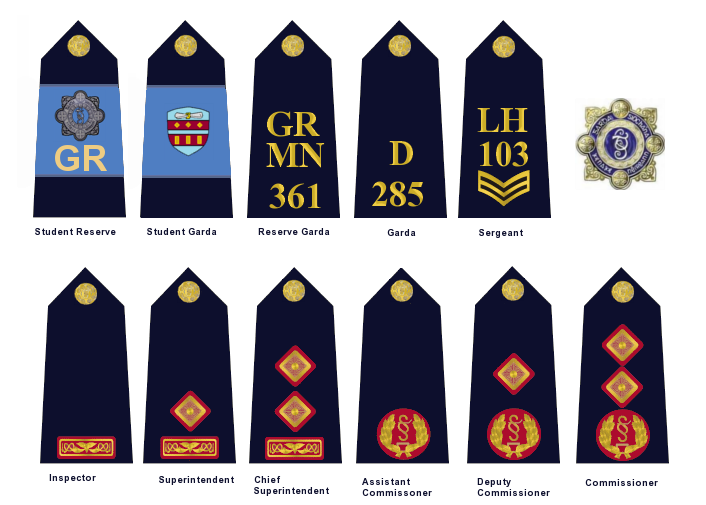

### La médaille Scott
La médaille Scott est l'honneur le plus important qui puisse être décerné à un membre de la Garda Síochána. Les premières médailles furent financées par le colonel Walter Scott, un commissaire honoraire du New York City Police Department. Le premier récipiendaire de la Médaille Scott fut le garda Pat Malone de St Luke's Cork City, qui désarma Tomás Óg, le fils de Tomás MacCurtain.
Pour honorer le lien avec les États-Unis, l'orthographe américaine du mot "bravoure" est utilisé (valor à la place de valour). C'est le commissaire de An Garda Síochána qui choisit les récipiendaires de la médaille, qui leur est présenté par le ministre de la justice irlandaise.
En 2000, Anne McCabe, veuve du garda Jerry McCabe, tué par le Provisional IRA alors que l'organisation observait officiellement un cessez-le-feu, accepta la Médaille Scott à titre posthume de son mari.

## Réforme de laGarda Síochána
« Le Tribunal a été étonné par l'ampleur de l'indiscipline et l'insubordination qu'elle a trouvé dans la force. Il y a un groupe restreint mais démesurément influent de fauteurs de trouble qui ne veulent pas suivre des ordres, qui ne suivent pas les règles, qui ne disent pas la vérité et qui n'ont aucun respect pour leurs officiers »
Morris déclara aussi que le code de discipline était très complexe et parfois cyniquement manipulé pour promouvoir l'indiscipline dans la force en général. Des contrôles de constitutionnalité ont été utilisées pour repousser les mesures disciplinaires. Le Garda Síochána Act 2005 fut créé pour faciliter le changement. L'inspiration de beaucoup des dispositions dans l'Acte viennent des répercussions des évènements survenus dans le comté de Donegal et ailleurs.

### Mesures disciplinaires
Quinze membres de la force ont été renvoyés entre 2001 et 2006. Quarante-deux autres ont démissionné au cours des mêmes années. Le commissaire Conroy a déclaré qu'il a un choix restreint de mesures disciplinaires à utiliser sur les membres de la force dont les actions sont citées dans les enquêtes publiques.

### Nouvelles procédures, nouveau code disciplinaire
Le ministre de justice annonça un nouveau projet de code de discipline le 17 août 2006 avec le soutien des partis de l'opposition, reflétant le consensus politique sur le sujet. Le nouveau code est beaucoup plus souple que le code actuel. De nouvelles procédures ont été introduites pour permettre le Commissaire de renvoyer immédiatement un garda qui a fait déshonneur à la force, a abandonné ses fonctions, a compromis la sécurité de l'État ou a injustifiablement empiété les droits des autres.

#### Conseillers civils
Le ministre de justice a choisi quatre membres de cette équipe de conseillers le 2 août 2006. Ils conseilleront la force sur les changements à venir et adresseront tous les défis concernant la gestion et la direction de la Garda Síochána, promouvant une culture de gestion de la performance, le planning, le recrutement des civils spécialistes et améliorant l'entraînement de nouvelles recrues. Les conseillers civils sont le sénateur Maurice Hayes ; l'ex-directeur de planning stratégique et gestion de risques à la compagnie d'assurance AXA ; Maurice Keane, l'ex-DG du groupe au Bank of Ireland, et le Dr Michael Mulreany, le directeur général adjoint au Institute of Public Administration. Il n'y avait jamais eu de direction civile avant la décision du Morris Tribunal.

#### Garda Inspectorate
En concordance avec la section 115 du Garda Síochána Act, l'Inspectorate (comité d'inspection) consiste en trois personnes nommées par le gouvernement irlandais. Leurs fonctions sont, entre autres :
- d'effectuer des inspections ou des enquêtes sur des sujets concernant le fonctionnement et la gestion de la Garda Síochána, avec l'accord du ministre de la justice ;
- de 
  1. soumettre au ministre un rapport sur ces inspections ou enquêtes et
  2. sur requête du ministre, un rapport sur le fonctionnement et la gestion de la Garda Síochána pendant une période en particulier et sur tous les évènements importants survenus pendant cette période ; tous les rapports devront inclure des recommandations pour quelconque action que l'Inspectorate trouvera nécessaire ;
- et fournir des conseils au ministre sur les meilleures initiatives de police.

Le premier Chief Inspector est l'ex-commissaire de la police de Boston, Kathleen O'Toole. Elle commença son travail dans ce rôle en juillet 2006. Les deux autres inspecteurs sont Robert Olsen et Gwen Boniface.
Olsen fut le commissaire de la police de Minneapolis pendant 8 ans. Avec 800 policiers, il maintient l'ordre dans une ville comptant 382 000 habitants. Il eut des rapports difficiles avec son chef précédent, le maire Rybak, qui essaya de renvoyer Olsen en avril 2002, mais le maire n'avait pas le soutien du conseil de la ville à l'époque, et Olsen retiendra son poste jusqu'à la fin de son contrat de travail,.
Boniface était une commissaire de la Police provinciale de l'Ontario, forte de 7 000 hommes et femmes. Elle était une des trois commissaires de police féminines lors de sa désignation en mai 1998.

#### Garda Ombudsman Commission
La Commission d'ombudsman de la Garda peut :
- enquêter directement et de manière indépendante les plaintes déposées contre la Garda Síochána ;
- enquêter toute question même quand il n'y a pas eu de plainte, quand il paraît qu'un garda pourrait avoir commis une faute ou s'être comporté d'une manière qui pourrait justifier des mesures disciplinaires, et
- enquêter toute pratique, politique ou procédure de la Garda Síochána pour réduire le nombre de plaintes.

Le Garda Ombudsman Commission remplace une version de gestion de plaintes appelée le Garda Síochána Complaints Board et espère être complètement en place à la fin 2006. Le Garda Síochána Act 2005 remplace la vieille commission avec la nouvelle.
Les membres de la commission sont : Kevin Haugh, un juge de la Haute Cour, président de la commission ; Carmel Foley, précédemment la directrice des affaires des consommateurs, et Conor Brady, ex-éditeur du Irish Times et auteur d'un livre sur l'histoire de la Garda.

### Garda Reserve
Le Garda Síochána Act 2005 établit une force de réserve pour la Garda consistant en 4 000 personnes, pour aider la force principale. Son but est de complémenter le travail des membres de la Garda Síochána. Les premières 900 recrues seront en place à partir de septembre 2006. Ils exécuteront leurs devoirs, tels qu'ils sont définis par le Commissaire de la Garda et sanctionné par le ministre de justice.
Le Garda Reserve est censé devenir une source de connaissances locales. Les membres vont être décernés leurs pleins pouvoirs et devoirs, mais ne suivront pas l'entraînement complet de la Garda et ne seront pas obligés de travailler surveillés par des gardaí. Plus de 3 000 candidatures ont été reçues à la fin du mois d'août 2006.